# 2809 Vernadskij
2809 Vernadskij је астероид главног астероидног појаса са средњом удаљеношћу од Сунца која износи 2,428 астрономских јединица (АЈ).
Апсолутна магнитуда астероида је 13,60. Име је добио по руском научнику Владимиру Ивановичу Вернадскију.